# Autosurf
Autosurf – rodzaj systemu oferujący najczęściej wzajemną wymianę ruchu na stronach www, poprzez wzajemne odwiedzanie dodanych stron do systemu, będących w rotacji. Niektóre systemy dodatkowo oferują możliwość pewnych zarobków w zamian za oglądanie określonej liczby stron lub banerów oraz polecanie systemu nowym osobom.
W wielu przypadkach działanie systemów Autosurf w dużym stopniu przypomina piramidę finansową. Na systemie zarabiają głównie osoby które zachęcą do programów jak największą liczbę osób. Jako zachętę, prezentują one zrzuty ekranu z płatności otrzymanych rzekomo za klikanie w linki. W praktyce pieniądze pochodzą z programu partnerskiego.
Zarobki osób klikających w linki rzadko przekraczają wartość kilku złotych w miesiącu. Wypłacenie nawet takiej kwoty często nie jest możliwe, ze względu na nieproporcjonalnie wysokie limity wypłat ustalane przez właścicieli.